# Rue des Fuseaux
La rue des Fuseaux est une ancienne voie de l'ancien 4e arrondissement de Paris (actuel 1er arrondissement), en France. Elle fait partie depuis le XIXe siècle de la rue Bertin-Poirée.

## Situation et accès
La rue reliait la rue Saint-Germain-l'Auxerrois au quai de la Mégisserie.

## Origine du nom
Elle doit son nom à une enseigne.

## Historique
La rue est ouverte en même temps que la rue des Quenouilles vers 1371 afin que les teinturiers et corroyeurs bénéficient d'un accès plus facile à la Seine afin de nettoyer les tissus et les cuirs. Les deux rues se trouvent en effet plus ou moins à équidistance de la rue de l'Arche-Marion (actuelle rue des Bourdonnais) à l'ouest et de la rue de l'Arche-Pépin à l'est.
Selon les frères Lazare, la rue est tout d'abord nommée rue Jean-du-Mesnil au XIVe siècle du nom d'un riche teinturier qui avaient contribué à la réalisation de la nouvelle voie. Selon Jacques Hillairet, elle ne prend ce nom qu'au XVe siècle, étant nommée à l'origine rue des Fuseaux,.
Sur le cadastre du début du XIXe siècle, dit atlas Vasserot, la rue des Quenouilles et la rue des Fuseaux ont une largeur identique. La décision ministérielle du 24 frimaire an XI (15 décembre 1802) fixe la largeur de la rue des Fuseaux à 7 m, tandis que la rue des Quenouilles est maintenue à 1,40 m.
Les maisons du côté gauche de la rue des Quenouilles et du côté droit de la rue des Fuseaux sont démolies[Quand ?]. Le terrain vague entre ces deux rues est nommé place Bertin-Poirée en 1839. Un plan d'alignement amène la largeur de cette place à 13,80 m en 1845. Cette place est par la suite[Quand ?] rattachée à la rue Bertin-Poirée.

## Pour approfondir